# 大卫·贝克 (诗人)
大卫·贝克（英語：David Baker，1954年12月27日—）是一位美国诗人。他也是丹尼森大學的榮譽退休教授。

## 生平
1954年出生在美国缅因州，毕业于中央密苏里大学，并于1983年获得犹他大学哲学博士学位。

## 作品
他1981年出版第一本诗集Laws of the Land，后来接连出版诗集如After the Reunion(1994)、Changeable Thunder(2001)和Never-Ending Birds(2009)等等，并编写过三本批评专著。在诗人界中享有盛名。Linda Gregerson评价他“用那种纯净的、独特的，只有最优秀的诗人才会有的专注来写作”，Marilyn Hacker称他是“自詹姆斯•怀特之后美国中西部走出的最开阔、最感人的诗人”。曾获美国国家艺术基金。其诗入选2012年The Best American Poetry。